# Освейский сельсовет
Освейский сельсовет — административная единица на территории Верхнедвинского района Витебской области Республики Беларусь. Административный центр — городской посёлок Освея. 

## История
27 ноября 1995 года городской посёлок Освея и Освейский сельсовет Верхнедвинского района Витебской области объединены в одну административную единицу – Освейский сельсовет. В связи с объединением данных административных единиц упразднён Освейский поселковый Совет депутатов и его органы. 
В 2008 году упразднена деревня Борково. 
Указом Президента Республики Беларусь от 5 апреля 2021 года № 136 "Об административно-территориальном устройстве Витебской, Гомельской и Могилёвской областей" с 1 июня 2021 года хутор Доброплёсовский Клястицкого сельсовета Россонского района Витебской области включён в состав Освейского сельсовета Верхнедвинского района Витебской области. 
19 января 2024 года упразднён хутор Доброплёсовский. 

## Состав
Освейский сельсовет включает 49 населённых пунктов:
- Беляны — деревня.
- Бичиково — деревня.
- Буды — деревня.
- Великое Село — деревня.
- Веснино — деревня.
- Видоки — деревня.
- Волесы — деревня.
- Гаврилино — деревня.
- Гальковщина — деревня.
- Городиловичи — деревня.
- Давыдово — деревня.
- Денисенки — деревня.
- Доброплёсы — деревня.
- Дуброво — деревня.
- Дубровы — деревня.
- Залучье — деревня.
- Защирино — деревня.
- Игналино — деревня.
- Изубрица — деревня.
- Кобылинцы — деревня.
- Кончаны — деревня.
- Королёво — деревня.
- Кострово — деревня.
- Красово[бел.] — деревня.
- Лисно — деревня.
- Любасно — деревня.
- Малашково — деревня.
- Медведево — деревня.
- Михалино — деревня.
- Мотужи — деревня.
- Муквятица — деревня.
- Мыленки — деревня.
- Нарушиво — деревня.
- Освеица — деревня.
- Потино — деревня.
- Прошки — деревня.
- Рагелево — деревня.
- Савейки — деревня.
- Святица — деревня.
- Сеньково — деревня.
- Совкели — деревня.
- Страдно — деревня.
- Суколи — деревня.
- Теплюки — деревня.
- Урагово — деревня.
- Церковно — деревня.
- Чапаевский — посёлок.
- Чернооки — деревня.

Упразднённые населённые пункты:
- Борково — деревня[3].
- Доброплёсовский — хутор[6].